# 大杖子站
大杖子站是一个锦承线上的铁路车站，位于中华人民共和国河北省承德市承德县上谷乡，建于1975年，目前为四等站，由北京局集团管辖，目前客运：办理旅客乘降；不办理行李、包裹托运；货运：办理整车、零担货物发到。